# 10080
10080（一万八十、いちまんはちじゅう）は、自然数また整数において、10079の次で10081の前の数である。

## 性質
- 10080は合成数であり、約数は1, 2, 3, 4, 5, 6, 7, 8, 9, 10, 12, 14, 15, 16, 18, 20, 21, 24, 28, 30, 32, 35, 36, 40, 42, 45, 48, 56, 60, 63, 70, 72, 80, 84, 90, 96, 105, 112, 120, 126, 140, 144, 160, 168, 180, 210, 224, 240, 252, 280, 288, 315, 336, 360, 420, 480, 504, 560, 630, 672, 720, 840, 1008, 1120, 1260, 1440, 1680, 2016, 2520, 3360, 5040, 10080である。
  - 約数の和は39312。
- 21番目の高度合成数であり、約数を72個持つ。1つ前は7560、次は15120。
- 1から10までのすべての自然数と32の最小公倍数である。
- 1560番目のハーシャッド数である。1つ前は10075、次は10090。
  - 9を基とする229番目のハーシャッド数である。1つ前は10071、次は10107。
- 10080 = 25 × 32 × 5 × 7
  - 4つの異なる素因数の積で p 5 × q 2 × r × s の形で表せる最小の数である。次は15840。(オンライン整数列大辞典の数列 A190293)
- 10080 = 2 × 7!
  - n = 7 のときの n! × 2 の値とみたとき1つ前は1440、次は80640。(オンライン整数列大辞典の数列 A052849)
- 約数の和が10080になる数は58個ある。(3432, 3510, 3540, 3640, 3828, 3876, 4008, 4060, 4170, 4180, 4256, 4308, 4482, 4602, 4648, 4674, 4780, 4888, 5012, 5034, 5278, 5372, 5396, 5428, 5434, 5452, 5535, 5655, 5756, 5866, 5967, 6214, 6285, 6346, 6394, 6478, 6718, 6777, 6981, 7089, 7221, 7257, 7645, 7885, 8099, 8323, 8437, 8569, 8671, 8813, 9229, 9347, 9557, 9637, 9799, 9853, 9869, 10079) 約数の和58個で表せる最小の数である。次は23040。
  - 約数の和が10080より少ない数で58個ある数はない。1つ前は8640（49個）、次は15120（59個）。
  - 約数の和の個数 n 個で表せる最小の数とみたとき、1つ前の57個は142848、次の59個は15120。(オンライン整数列大辞典の数列 A007368)

## その他 10080 に関連すること
- 東武10080系電車 - 東武鉄道の通勤形電車・10000系電車の改良型である10030系（10030型）電車のVVVFインバータ制御試作車。10080型とも。
- 1週間は10080分(7×24×60)である。